# Luchthaven Pointe-Noire
Luchthaven Pointe-Noire (IATA: PNR, ICAO: FCPP) is een belangrijke luchthaven in Pointe-Noire in Congo-Brazzaville. Het is een van de twee internationale luchthavens van Congo-Brazzaville, de ander is Luchthaven Maya-Maya.
De luchthaven werd ingewijd in 1934. De luchthaven is geregeld verbouwd om de capaciteit te vergroten. De luchthaven is nu geschikt voor ongeveer 10 miljoen mensen per jaar.
Recentelijk (2008) is een nieuwe terminal geopend, die vergeleken met de vorige terminal een grote verbetering is. De terminal vertoont echter al tekenen van slecht onderhoud en verwaarlozing.
Sinds de opening hebben zich een paar ongelukken voorgedaan.

## Luchtvaartmaatschappijen en Bestemmingen
- Air France - Parijs-Charles de Gaulle
- Air Mali - Abidjan, Bamako
- Benin Golf Air - Cotonou, Libreville
- CEIBA Intercontinental - Libreville, Malabo
- Ethiopian Airlines - Addis Abeba
- Gabon Airlines - Libreville
- Interair South Africa - Cotonou, Johannesburg
- Lufthansa (uitgevoerd door PrivatAir) - Frankfurt
- RegionAir - Douala, Malabo, Port Gentil, Port Harcourt
- Royal Air Maroc - Brazzaville, Casablanca
- Trans Air Congo - Brazzaville, Cotonou, Douala